# Jimmy Daywalt
James „Jimmy“ Daywalt (* 28. August 1924 in Wabash, Indiana; † 4. April 1966 in Indianapolis, Indiana) war ein US-amerikanischer Autorennfahrer.

## Karriere
Jimmy Daywalt verzeichnete in seiner Karriere 19 Starts in der AAA-National-Serie / USAC-Serie in den Jahren zwischen 1950 und 1962 und kam dabei dreimal in die Top Ten. 1953, bei seinem ersten Antreten bei den 500 Meilen von Indianapolis, erreichte er mit dem sechsten Rang auch gleich seine beste Platzierung beim Rennen im Bundesstaat Indiana.
Da die 500 Meilen zwischen 1950 und 1960 auch zur Weltmeisterschaft der Formel 1 zählten, war Daywalt auch bei sechs Weltmeisterschaftsläufen am Start. Punkte konnte er nicht erzielen.
Daywalt starb im Frühjahr 1966 an Krebs. Die Krankheit hatte seine Karriere 1963 beendet.

## Statistik

### Indy-500-Ergebnisse
| Jahr | Startnr. | Start | Qual (km/h) | Ergebnis | Runden | Führung | Ausfall          |
| ---- | -------- | ----- | ----------- | -------- | ------ | ------- | ---------------- |
| 1949 | 56       | DNQ   |             |          |        |         |                  |
| 1951 | 33       | DNQ   |             |          |        |         | Trainingsunfall  |
| 1951 | 47       | DNQ   |             |          |        |         |                  |
| 1952 | 64       | DNQ   |             |          |        |         |                  |
| 1953 | 48       | 21    | 218,433     | 6        | 200    | 0       |                  |
| 1954 | 19       | 2     | 224,934     | 27       | 111    | 8       | Unfall           |
| 1955 | 48       | 17    | 224,339     | 9        | 200    | 0       |                  |
| 1956 | 48       | 16    | 226,849     | 24       | 134    | 0       | Unfall           |
| 1957 | 57       | 29    | 225,610     | 28       | 53     | 0       | Unfall           |
| 1958 | 57       | DNQ   |             |          |        |         |                  |
| 1958 | 69       | DNQ   |             |          |        |         |                  |
| 1958 | 82       | DNQ   |             |          |        |         |                  |
| 1959 | 41       | DNQ   |             |          |        |         |                  |
| 1959 | 66       | 13    | 232,819     | 14       | 200    | 0       |                  |
| 1961 | 55       | 23    | 232,063     | 31       | 27     | 0       | Bremsen          |
| 1962 | 46       | DNQ   |             |          |        |         | Trainingsunfall  |
| 1962 | 79       | 33    | 235,442     | 22       | 74     | 0       | Kraftübertragung |
| 1963 | 25       | DNQ   |             |          |        |         |                  |

| Legende  | Legende            | Legende                                                          |
| Farbe    | Abkürzung          | Bedeutung                                                        |
| -------- | ------------------ | ---------------------------------------------------------------- |
| Gold     | –                  | Sieg                                                             |
| Silber   | –                  | 2. Platz                                                         |
| Bronze   | –                  | 3. Platz                                                         |
| Grün     | –                  | Platzierung in den Punkten                                       |
| Blau     | –                  | Klassifiziert außerhalb der Punkteränge                          |
| Violett  | DNF                | Rennen nicht beendet (did not finish)                            |
| Violett  | NC                 | nicht klassifiziert (not classified)                             |
| Rot      | DNQ                | nicht qualifiziert (did not qualify)                             |
| Rot      | DNPQ               | in Vorqualifikation gescheitert (did not pre-qualify)            |
| Schwarz  | DSQ                | disqualifiziert (disqualified)                                   |
| Weiß     | DNS                | nicht am Start (did not start)                                   |
| Weiß     | WD                 | zurückgezogen (withdrawn)                                        |
| Hellblau | PO                 | nur am Training teilgenommen (practiced only)                    |
| Hellblau | TD                 | Freitags-Testfahrer (test driver)                                |
| ohne     | DNP                | nicht am Training teilgenommen (did not practice)                |
| ohne     | INJ                | verletzt oder krank (injured)                                    |
| ohne     | EX                 | ausgeschlossen (excluded)                                        |
| ohne     | DNA                | nicht erschienen (did not arrive)                                |
| ohne     | C                  | Rennen abgesagt (cancelled)                                      |
| ohne     | keine WM-Teilnahme |                                                                  |
| sonstige | P/fett             | Pole-Position                                                    |
| sonstige | 1/2/3/4/5/6/7/8    | Punktplatzierung im Sprint-/Qualifikationsrennen                 |
| sonstige | SR/kursiv          | Schnellste Rennrunde                                             |
| sonstige | *                  | nicht im Ziel, aufgrund der zurückgelegten Distanz aber gewertet |
| sonstige | ()                 | Streichresultate                                                 |
| sonstige | unterstrichen      | Führender in der Gesamtwertung                                   |